# Spirorbula
Spirorbula é um género de gastrópode  da família Hygromiidae.
Este género contém as seguintes espécies:
- Spirorbula latens
- Spirorbula obtecta
- Spirorbula squalida